# RM (rapper)
RM, pseudonimo di Kim Nam-joon (김남준?, 金南俊?, Gim Nam-junLR, Kim NamchunMR; Seul, 12 settembre 1994), è un rapper, compositore, paroliere e produttore discografico sudcoreano. Dal 2013 è il leader del gruppo musicale BTS, sotto contratto con la Big Hit Music. Nel 2015 ha pubblicato il suo primo mixtape RM e nel corso della sua carriera ha stretto collaborazioni con artisti coreani ed internazionali come Wale, Warren G, Gaeko, Krizz Kaliko, MFBTY e Primary. Nel 2018 ha pubblicato il suo secondo mixtape Mono, mentre nel 2022 il suo album di debutto solista Indigo.

## Biografia

### Infanzia e inizi
Kim Nam-joon è nato il 12 settembre 1994 a Sangdo-dong nel distretto di Dongjak a Seul. Quattro o cinque anni dopo la sua nascita, la sua famiglia, appartenente al bon-gwan Kim di Gangneung, si è trasferita nel distretto di Ilsandong a Goyang, dove è cresciuto con una sorella minore. Interessato più alle materie umanistiche che a quelle scientifiche, durante il periodo scolastico si è dedicato alla poesia, ricevendo dei premi per i suoi lavori, che ha pubblicato su una comunità online per un anno, ottenendo una moderata attenzione. Ha quindi pensato di intraprendere una carriera nella letteratura, ma in seguito ha cambiato idea considerandola troppo rischiosa.
Attraverso Internet, al primo anno di scuola elementare è entrato in contatto con il rap, in particolare con Nas, e poi con l'hip hop grazie a interviste e documentari dedicati. A undici anni si è interessato seriamente al genere dopo aver sentito Fly degli Epik High in quinta elementare. Introdotto alla discografia di Eminem da un insegnante, nel 2006 ha cominciato a scrivere testi partendo dalle proprie poesie, utilizzando il rap come fuga dallo stress scolastico. Nel 2007, al primo anno delle scuole medie, ha iniziato ad essere attivo come rapper underground nei circoli locali e ha registrato le sue prime canzoni autoprodotte con Cool Edit; man mano che la sua attività è cresciuta, ha adottato lo pseudonimo di Runch Randa (런치란다?, Reonchi RandaLR), caricato diverse tracce su SoundCloud e collaborato con un altro rapper underground, Zico. Ha ricevuto particolare attenzione nella comunità dei dilettanti e partecipato al suo primo concerto nel 2008. Oltre a Runch Randa ha utilizzato anche i nomi d'arte Largo (라르고?, RareugoLR), Stealo (스틸로?, SeutilloLR) e The Nexist (넥시스트?, NeksiseuteuLR).
Nel 2009, Kim ha passato il primo turno di audizioni per la Big Deal Records, un'etichetta discografica hip hop, ma ha fallito il secondo, avendo dimenticato alcuni dei versi. Il rapper Sleepy ne ha però ottenuto i contatti tramite un amico che aveva assistito al provino e ha presentato i suoi lavori al produttore Pdogg della Big Hit Entertainment. Nel 2010, Sleepy ha contattato Kim, incoraggiandolo a fare un provino con l'AD della Big Hit, Bang Si-hyuk. Bang gli ha offerto un posto nella compagnia, che il giovane ha accettato immediatamente all'insaputa dei genitori. Kim infatti faceva parte dell'1% di studenti che avevano conseguito i massimi risultati agli esami di ingresso all'università per lingua coreana, matematica, lingue straniere e studi sociali, avendo un QI di 148, e i suoi genitori erano perciò contrari al suo interesse per la musica. È riuscito tuttavia a convincere sua madre chiedendole se "volesse un figlio che era un rapper da primo posto, o uno studente da cinquemillesimo posto".

### 2013-2015: debutto con i BTS eRM

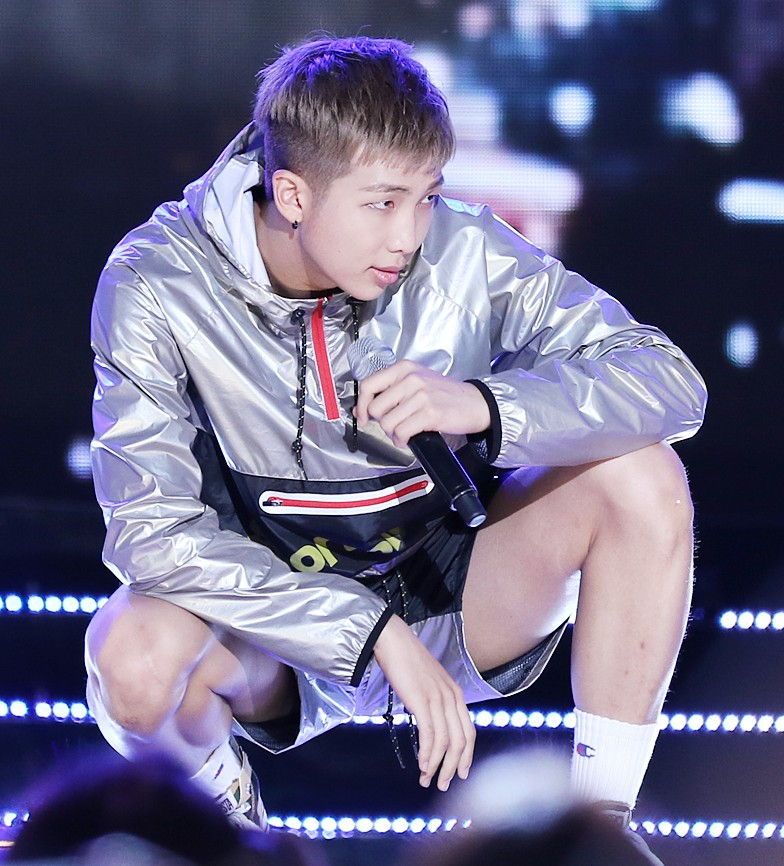
RM mentre si esibisce sul palco di Show Champion, 2 luglio 2015.

Dopo essere entrato alla Big Hit, Kim è stato inserito come primo componente di un gruppo che sarebbe poi diventato quello dei BTS. Si è esercitato per tre anni con il rapper underground Min Yoon-gi e con il ballerino Jung Ho-seok, che avrebbero fatto parte dei BTS con gli pseudonimi, rispettivamente, di Suga e J-Hope. Durante il suo periodo da apprendista idol, ha aiutato a scrivere il singolo di debutto delle Glam, Party (XXO), una canzone esplicitamente a favore della comunità LGBT. Inoltre, per una sua composizione, ha ripreso la frase "chiamatemi rap monster perché rappo senza fermarmi" da Rap Genius di San E, ma per un errore tecnico in fase di registrazione sono rimaste incise soltanto le parole "rap monster" (랩몬스터?, Raep MonseuteoLR, Raep Monsŭt'ŏMR); da allora lo staff della compagnia ha iniziato a chiamarlo in tale modo e Kim lo ha adottato come pseudonimo trovandolo "figo".
Nel giugno 2013 ha debuttato come membro dei BTS pubblicando il singolo di debutto 2 Cool 4 Skool. In seguito ha prodotto e scritto una varietà di tracce di tutti gli album del gruppo, fino a entrare come membro a pieno titolo nella Korea Music Copyright Association nel gennaio 2020.
Nel 2014, durante le registrazioni dell'album dei BTS Dark & Wild negli Stati Uniti, ha stretto un rapporto lavorativo con Warren G, e i due hanno pubblicato un singolo intitolato P.D.D (Please Don't Die) il 4 marzo 2015. Quello stesso mese ha partecipato al progetto hip-hop MFBTY insieme a EE e Dino J per la canzone Bucku Bucku, facendo anche un cameo in un altro video musicale degli MFBTY, Bang Diggy Bang Bang. Intanto è stato membro regolare del cast del quiz Munjejeoknamja, apparendo nei primi 21 episodi.
Il 17 marzo 2015 ha pubblicato il suo primo mixtape da solista, RM, che è stato inserito alla posizione 48 nella classifica dei cinquanta migliori album hip-hop stesa dalla rivista Spin. L'opera ha toccato diversi argomenti, quali il suo passato e le emozioni negative come la rabbia. Il 9 aprile ha collaborato con Kwon Jin-ah per la canzone U contenuta nell'EP di Primary 2-1, poi ha lavorato con la Marvel per la colonna sonora coreana de I Fantastici 4: il singolo Fantastic con Mandy Ventrice è stato pubblicato il 4 agosto.

### 2016-oggi: nuovo pseudonimo,Monoe debutto solista
Nel giugno 2016 è stato tra i presentatori del Kcon a New York. Il 30 agosto è uscito il singolo degli Homme Dilemma, che ha co-prodotto insieme a Bang Si-hyuk. Contattato da Wale dopo aver caricato una cover di Illest Bitch del rapper statunitense, i due hanno pubblicato gratuitamente una traccia di argomento sociale intitolata Change il 19 marzo 2017. Un mese dopo è apparso nella canzone Gajah con Gaeko dei Dynamic Duo. Il 13 novembre 2017, ritenendo che il suo nome d'arte Rap Monster non rappresentasse più lui e la sua musica, lo ha cambiato in RM, che aveva già utilizzato alcune volte in precedenza. Ha dichiarato che può simboleggiare molte cose, e "Real Me" è stato indicato come possibile significato. Il successivo 15 dicembre è apparso nel remix di Champion dei Fall Out Boy.
Il 23 ottobre 2018 ha pubblicato il suo secondo mixtape, Mono, che è stato recensito positivamente dalla critica, e gli è stato riconosciuto l'Ordine al merito culturale di quinta classe (Hwa-gwan) dal Presidente della Corea del Sud insieme agli altri membri dei BTS. A novembre RM ha lavorato insieme a Tiger JK sull'ultimo album dei Drunken Tiger prima dello scioglimento, apparendo in Timeless. Il 27 marzo 2019 ha collaborato con il duo Honne e Beka al brano Crying Over You. Intanto, dopo essersi laureato in Telecomunicazioni e Intrattenimento alla Global Cyber University, ha iniziato a frequentare la scuola di specializzazione della Hanyang Cyber University per un MBA in Media pubblicitari. Il 25 luglio, ha collaborato al quarto remix di Old Town Road di Lil Nas X, intitolato Seoul Town Road.
Il 6 gennaio 2020 è apparso come featuring nel brano Winter Flower di Younha, contenuto nell'EP Unstable Mindset della cantante, mentre a novembre è stato tra i coristi nel singolo Hope di John Eun e ha firmato sette delle otto tracce contenute in Be, oltre a occuparsi del design del disco. Il 30 aprile 2021 ha lavorato con eAeon alla traccia Don't dal suo album Fragile. A luglio è stato nominato inviato presidenziale speciale per le generazioni future e la cultura dal presidente sudcoreano Moon Jae-in insieme agli altri membri dei BTS, e dotato di passaporto diplomatico per partecipare all'assemblea generale delle Nazioni Unite il 20 settembre.
Nel giugno 2022, i BTS hanno preso una pausa dalle attività di gruppo per dedicarsi alle rispettive carriere soliste: il primo progetto individuale di RM dopo l'annuncio è stato il singolo Sexy Nukim con i Balming Tiger, uscito il 1º settembre, mentre il 2 dicembre è uscito il suo primo album solista, Indigo, la cui terza posizione sulla Billboard 200 ha segnato il miglior piazzamento per un solista K-pop fino a quel momento. Il 14 marzo 2023 ha partecipato al brano Smoke Sprite della cantante indie rock So!Yoon!, e nello stesso mese è diventato brand ambassador di Bottega Veneta, apparendo nella campagna primavera/estate. Il 1º giugno è stato nominato ambasciatore dell'Agenzia per il recupero e l'identificazione dei morti in azione del Ministero della difesa nazionale.
Il 24 maggio 2024, durante l'assenza per svolgere il servizio militare, è uscito il suo secondo album solista Right Place, Wrong Person. Una volta congedato, è diventato ambassador di Samsung Art TV.

## Vita privata
RM parla fluentemente il giapponese, il cinese e l'inglese, che ha imparato da bambino guardando Friends e i notiziari della BBC e della CNN per comprendere i testi hip hop dei rapper stranieri. Si definisce ateo.
Nel settembre 2020 è diventato azionista della Hybe, con 68.385 quote a suo nome.
Grazie a una nuova legge promulgata nel 2020 dalla Corea del Sud per gli artisti che hanno contribuito allo sviluppo culturale del Paese, ha potuto posticipare il servizio militare fino al suo 30º compleanno, quando normalmente i maschi sudcoreani devono svolgerlo entro i 28 anni. Il 22 novembre 2023 ha richiesto l'annullamento del rinvio, avviando le pratiche per iniziare la leva, che ha cominciato l'11 dicembre al campo di addestramento militare di Nonsan. Ha servito nella banda dell'esercito ed è stato congedato il 10 giugno 2025.
Oltre a dedicarsi alla musica, RM è anche un collezionista d'arte, con una predilezione per artisti coreani come Whanki Kim, Lee Dae-won, Oh Chi-gyun, Kim Chong-hak e Yun Hyong-keun. Possiede bozzetti di Yun e Kim Chong-hak e illustrazioni di Thibaud Hérem, oltre ai dipinti Scuola su una collina di Son Sang-ki, La città natale che scompare 730 di Joung Young-ju, realizzato su sua commissione, un'opera della serie Cachi di Oh Chi-gyun, e la scultura Cavallo di Kwon Jin-kyu. Le sue visite a musei e gallerie hanno aumentato l'interesse dei suoi fan per l'arte contemporanea, attirando centinaia di visitatori alle mostre che ha frequentato, ed è pertanto considerato uno dei giovani collezionisti d'arte più influenti della Corea del Sud. Ha narrato, in inglese e in coreano, l'audioguida di dieci opere della mostra The Space Between: The Modern in Korean Art organizzata al Los Angeles County Museum of Art dall'11 settembre 2022 al 19 febbraio 2023. La rivista Apollo l'ha inserito nella lista dei mecenati dell'arte 40 Under 40 Asia Pacific 2022.

## Stile musicale

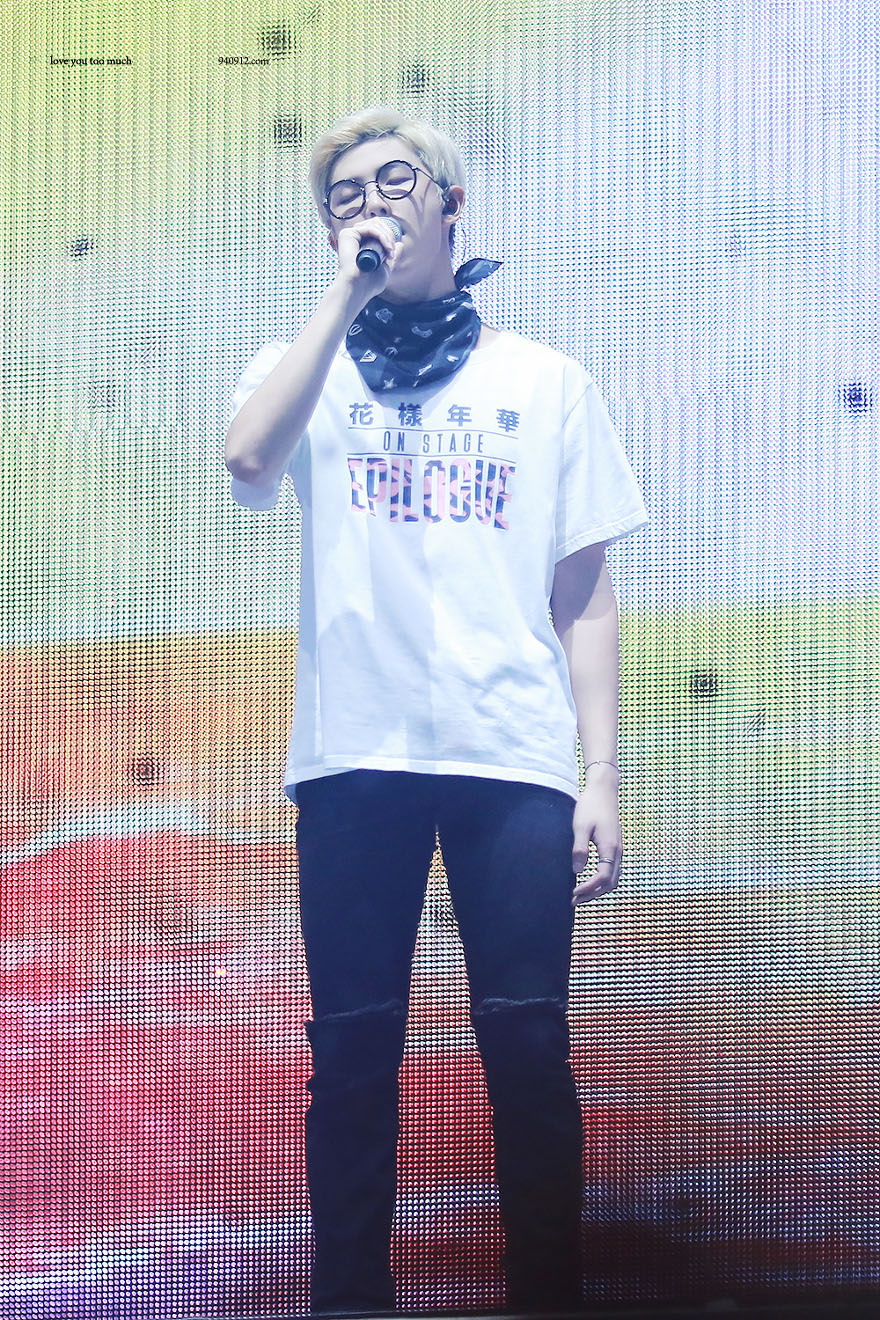
RM sul palco del The Most Beautiful Moment in Life On Stage Tour a Manila, 30 luglio 2016.

RM è un baritono. È stato definito una figura centrale nella musica dei BTS per il suo esteso lavoro di produzione e scrittura, ed è stato lodato per il flow naturale e per i suoi testi, autoriflessivi e filosofici, nei quali fa comunemente uso di metafore e giochi di parole influenzati dalla sua passione per la lettura. Uno dei suoi temi ricorrenti è l'associazione mare/deserto per parlare della speranza esistente anche nei momenti di difficoltà.
Ha affermato di essersi approcciato al rap come se fosse "ritmo e poesia". Parlando del suo stile di composizione, nel 2014 ha dichiarato di "voler complicare i miei testi tanto quanto voglio mantenere semplici le mie melodie", accompagnandole solo con il piano o la batteria. Con il tempo ha cambiato approccio, e nel 2021 l'ha definito "olistico", concentrato "sulla creazione di una certa trama che voglio trasmettere in un modo più astratto [...] incorporando elementi visivi e tattili". In un articolo del 2022, Lenika Cruz del The Atlantic ha riassunto il suo stile come "cerebrale, tecnicamente complesso, introspettivo, ribelle, carico di giochi di parole", con testi incentrati sulla natura dell'arte, l'identità, la fama e l'amore.
RM ha le proprie radici musicali nell'hip hop degli anni Novanta, e tra le sue influenze cita Nas, Kanye West, Drake, Epik High, Dynamic Duo, Radiohead, Portishead e Bon Iver. Oltre all'hip hop coreano e giapponese, ascolta l'alternative R&B per diversificare il proprio rap.
Nel 2016 la rivista americana di hip-hop XXL l'ha incluso nella lista dei "Dieci rapper coreani che dovreste conoscere", descrivendolo come "uno dei rapper più abili della regione, capace di cambiare flow senza problemi mentre scivola su una serie di diverse strumentali", paragonandolo a "Pitbull o Flo Rida per quei toni pop" e scrivendo che "raramente non si dimostra all'altezza del suo nome".

## Filantropia
In occasione del suo venticinquesimo compleanno nel 2019, ha donato 100 milioni di won alla Seoul Samsung School for Deaf per l'educazione musicale degli studenti non udenti. Un anno dopo, ha devoluto la medesima cifra alla fondazione del National Museum of Modern and Contemporary Art di Gwacheon per la sensibilizzazione artistica dei giovani, donazione per la quale ha ricevuto un riconoscimento agli Art Sponsor of the Year Award 2020 organizzati dal Consiglio delle arti della Corea. Nei 2021 e nel 2022 ha destinato 100 milioni di won alla Overseas Korean Cultural Heritage Foundation per preservare, restaurare e usare i beni culturali coreani conservati all'estero, ricevendo una targa di ringraziamento dalla Cultural Heritage Administration per il suo contributo. Il 27 settembre 2023 è stata resa pubblica una sua donazione di 100 milioni di won alla Società Coreana di Scienze Forensi.
In occasione del suo trentesimo compleanno ha donato 100 milioni di won al Fondo per i Veterani di Guerra.
Nel marzo 2025 ha devoluto 100 milioni di won tramite la Hope Bridge Korea Disaster Relief Association per far fronte agli incendi boschivi nella Corea meridionale.

## Discografia

### Da solista

#### Album in studio
- 2022 – Indigo
- 2024 – Right Place, Wrong Person

#### Mixtape
- 2015 – RM
- 2018 – Mono

### Con i BTS

#### Album in studio
- 2014 – Dark & Wild
- 2014 – Wake Up
- 2016 – Youth
- 2016 – Wings
- 2018 – Face Yourself
- 2018 – Love Yourself: Tear
- 2020 – Map of the Soul: 7
- 2020 – Map of the Soul: 7 - The Journey
- 2020 – Be

#### Raccolte
- 2014 – 2 Cool 4 Skool/O!RUL8,2?
- 2016 – The Most Beautiful Moment in Life: Young Forever
- 2017 – The Best of BTS
- 2018 – Love Yourself: Answer
- 2021 – BTS, the Best
- 2022 – Proof

## Filmografia
- 4things Show: Rap Monster – programma TV, 3 episodi (2014)[93]
- Munjejeoknamja – programma TV, 21 episodi (2015)
- Inkigayo – programma TV, 3 episodi (2015-2016) – presentatore[94][95][96]
- Idol chogeunjeop gwanchal: Nareul chaj-abwa – reality show, 2 episodi (2016)
- Gura-Chacha Time Slip: Saesonyeon – varietà, episodio 1 (2016)[97]
- M Countdown – programma TV, 1 episodio (2017) – presentatore[98]
- Alsseur-injap (알쓸인잡?) – programma TV, 9 puntate (2022) – conduttore[99]

## Riconoscimenti
- American Music Award
  - 2025 – Artista K-pop preferito[101]
- Grammy Award
  - 2023 – Candidatura Grammy Award all'album dell'anno per Music of the Spheres dei Coldplay (come autore)[102]
- Hanteo Chart Music Award
  - 2025 – Miglior hip-hop[103]
- Korean Hip-Hop Award[104]
  - 2023 – Collaborazione dell'anno per Sexy Nukim (con i Balming Tiger)
  - 2023 – Miglior video musicale per Sexy Nukim (con i Balming Tiger)
- MAMA Award
  - 2024 – Scelta dei fan (uomini) - top 10[105]
  - 2024 – Candidatura Miglior hip hop & rap per Lost![105]
  - 2024 – Candidatura Canzone dell'anno per Lost![105]
- Seoul Music Award
  - 2023 – Candidatura Scelta dei fan dell'anno (aprile)[106]
  - 2025 – Miglior artista R&B/hip hop[107]
- UK Music Video Awards[108]
  - 2024 – Miglior video alternativo internazione per Lost!
  - 2024 – Miglior design di produzione di un video per Lost!